# Россия и Европейский союз
Ныне действующее Соглашение о партнёрстве и сотрудничестве (СПС) Евросоюза и России было подписано в 1994 году.
В 2010 году на саммите Россия—Евросоюз в Ростове-на-Дону был дан старт амбициозной инициативе «Партнёрство для модернизации». Углублённое сотрудничество предполагало сближение экономик, установление безвизового режима и другие шаги. Курс на сближение был продолжен в 2012 году, когда были опубликованы «майские указы» Владимира Путина, один из которых напрямую предполагал добиваться сближения и безвизового режима с Евросоюзом.
Начиная с 2014 года ситуация начала резко меняться, и в связи с событиями на Украине Евросоюз свернул контакты и сотрудничество с Россией и российскими организациями (см. #Украинский кризис и санкции Евросоюза в отношении России). 21 февраля 2023 года в ходе ежегодного послания федеральному собранию на фоне полномасштабного вооруженного конфликта с Украиной Владимир Путин отменил часть «майских указов», касающуюся сближения России с ЕС.

## История
|                                     | Флаг ЕС | Флаг России |
| ----------------------------------- | ------- | ----------- |
| Площадь, млн км²                    | 4,3     | 17,1        |
| Население, млн чел.                 | 515,2   | 146,8       |
| -плотность, чел/км²                 | 116     | 8           |
| ВВП (ППС), трлн $                   | 19      | 4,5         |
| -Доля мирового ВВП, %               | 17      | 3           |
| -ВВП на душу населения (ППС), $тыс. | 37      | 29          |
| ВВП (ном.), трлн $                  | 19      | 2           |
| -Доля мирового ВВП, %               | 26      | 4           |
| Инфляция, %                         | 1,5     | 2,0         |
| ОПЖ, лет                            | 82      | 76          |

25 июня 1988 года было подписано соглашение о торговле и сотрудничестве между ЕЭС и СССР, а 24 июня 1994 года — двустороннее соглашение о партнёрстве и сотрудничестве между Европейским союзом и Россией (вступило в силу 1 декабря 1997 года). Первое заседание Совета сотрудничества ЕС—Россия состоялось в Лондоне 27 января 1998 года.

## Сферы сотрудничества
Соглашением 2005 года предусматривалось осуществлять стратегическое партнёрство через формирование четырёх общих пространств («дорожные карты»):
- экономического;
- внутренней безопасности и правосудия;
- внешней безопасности;
- науки и образования.

Идею общеевропейского экономического пространства предложил Романо Проди на саммите ЕС — Россия (2001). Но до настоящего времени эта идея не может быть осуществлена, так как между ЕС и Россией не существует даже зоны свободной торговли.
В практическом плане это должно было вылиться в сближение экономик России и Евросоюза, углубление совместного сотрудничества в борьбе с организованной преступностью, терроризмом, незаконной миграцией, а в перспективе — и в отмену визового режима.
Общее пространство внешней безопасности предполагало наращивание сотрудничества сторон в решении международных проблем, а государства — участники этой организации являются крупнейшими прямыми инвесторами в российскую экономику. На страны — члены ЕС приходится более 60 % накопленных иностранных инвестиций в России, в том числе примерно 45 % прямых инвестиций.
Удельный вес ЕС во внешней торговле России в первом квартале 2019 г. составлял 43,1 %, или 92,2 млрд долл., тогда как удельный вес России во внешней торговле ЕС составляет 3,5—3,7 %. Россия в основном выступает в роли поставщика энергоресурсов. В 2000—2003 гг. около 60 % стоимости российского экспорта в страны ЕС составляли нефть и газ, немногим менее 10 % — другие виды сырья, около 20 % — промышленная продукция, машины и оборудование — менее 1 %. В импорте России из стран ЕС доля промышленных товаров более 80 %, в том числе доля машин и оборудования — около 40 %.
Доля «Газпрома» в поставках природного газа в Западную Европу составляет 20 %. Эстония, Литва, Латвия и Словакия практически полностью зависят от российского газа, а Венгрия, Польша и Чехия — на две трети и более. Что касается нефти, то Россия поставляет в ЕС 16—17 % от своего общего импорта. Следует, однако, иметь в виду, что по существующим документам ЕС государства-члены обязаны диверсифицировать импорт — что неминуемо приведёт к снижению российского экспорта энергоносителей в Европу и необходимости для России выходить на новые рынки сбыта.
В 2010 году на саммите Россия—Евросоюз в Ростове-на-Дону был дан старт инициативе «Партнёрство для модернизации». Углублённое сотрудничество предполагало сближение экономик, установление безвизового режима и другие шаги.

## Евроинтеграция России
Вопросы, касающиеся евроинтеграции России (в частности, введения безвизового режима и создания единого экономического пространства), находились на повестке дня лишь до начала украинского кризиса 2013—2014 годов. В дальнейшем, после аннексии Крыма Россией и начала вооружённого конфликта на востоке Украины, гораздо более актуальными стали вопросы, относящиеся к взаимным экономическим и политическим санкциям.

### Безвизовый режим
27 августа 2002 года президент России Владимир Путин направил в адрес председателя Европейской Комиссии и глав государств — членов ЕС послание по проблематике жизнеобеспечения Калининградской области в свете планов расширения ЕС, в котором было предложено рассмотреть вопрос о переходе в перспективе на безвизовый режим взаимных поездок. Это послание явилось официальным началом обсуждения вопроса о безвизовых поездках граждан России и стран Евросоюза. На заседании Совета ЕС в Брюсселе 30 сентября 2002 года было принято решение рассмотреть отдельно в качестве долгосрочной перспективы вопрос о возможности установления с Россией безвизовых отношений.
Первоначальные оптимистические заявления о перспективе перехода к безвизовому режиму, однако, через несколько лет сменились более осторожными комментариями, а в 2010 году верховный представитель ЕС по иностранным делам и политике безопасности Кэтрин Эштон на пресс-конференции в Москве заявила, что Евросоюзу и России ещё далеко до введения безвизового режима.
6 марта 2014 года главы государств и правительств ЕС приняли совместное заявление по Украине, в котором, в частности, заявили о приостановке переговоров с Россией о визах.

### Единое экономическое пространство
В октябре 2010 года на российско-германско-французском саммите в Довиле был согласован план действий, по которому через 10—15 лет Россия и Евросоюз могли бы представлять собой единое экономическое пространство — без виз и с общей системой безопасности.
25 ноября 2010 года в статье для немецкой газеты Süddeutsche Zeitung премьер-министр России Владимир Путин предлагал ЕС создать экономический альянс на территории от Владивостока до Лиссабона, что могло бы способствовать экономическому освоению сибирских и дальневосточных территорий России:

«По словам Путина, кризис показал, что экономики ЕС и России являются уязвимыми. Россия, пишет премьер, всё ещё сильно зависит от сырьевого рынка. Среди минусов Европы Путин назвал деиндустриализацию экономики, которая приводит к потере позиций ЕС на рынке, в том числе и на рынке высокотехнологичных товаров. Чтобы изменить ситуацию, считает премьер, необходимо чётко использовать плюсы обеих экономических систем — России и ЕС. Россия может предложить Европе ресурсы, Европа России — инвестиционный капитал, новые технологии»…

### Возможное вступление России в ЕС
С 2007 года Демократическая партия России официально поддерживает вступление России в ЕС.
В 2015 Тобиас Герхард Шминке, главный редактор журнала молодёжной организации JEF «Treffpunkteuropa», обратился к европейским лидерам с предложением рассмотреть вопрос о вступлении России в ЕС. В том же году президент входящей в ЕС Чехии Милош Земан заявил, что в будущем Россия может стать членом Евросоюза. С поддержкой вступления России в ЕС также выступали премьер-министр Италии Сильвио Берлускони и канцлер Германии Герхард Шрёдер.

#### Опросы общественного мнения
| Дата    | Вступать в ЕС? | Вступать в ЕС? | Вступать в ЕС? | Агентство    |
|         | Да             | Нет            | не знаю        |              |
| 1999.   | 67 %           |                |                | Левада-центр |
| 2001.03 | 59 %           | 19 %           | 22 %           | ФОМ          |
| 2003.08 | 73 %           |                |                | ФОМ          |
| 2003.10 | 35 %           | 46 %           | 19 %           | ВЦИОМ        |
| 2004.02 | 35 %           | 45 %           | 20 %           | ВЦИОМ        |
| 2004.06 | 59 %           | 25 %           | 12 %           | Левада-центр |
| 2005.07 | 33 %           | 48 %           | 19 %           | ВЦИОМ        |
| 2006.05 | 30 %           | 53 %           | 17 %           | ВЦИОМ        |
| 2007.02 | 55 %           |                |                | Левада-центр |
| 2008.06 | 36 %           | 50 %           | 14 %           | ВЦИОМ        |
| 2008.09 | 30 %           | 27 %           | 43 %           | ФОМ          |
| 2009.06 | 52 %           |                |                | Левада-центр |
| 2010.05 | 49 %           | 27 %           | 24 %           | ИНТЕР        |
| 2010.06 | 50 %           | 27 %           | 23 %           | Левада-центр |
| 2010.07 | 29 %           | 50 %           | 21 %           | ВЦИОМ        |
| 2010.09 | 44 %           | 24 %           | 32 %           | DW-Trend     |
| 2010.12 | 54 %           | 6 %            | 40 %           | DW-Trend     |
| 2011.11 | 36 %           | 36 %           | 28 %           | DW-Trend     |
| 2012.06 | 38 %           | 47 %           | 15 %           | IFAK         |
| 2012.12 | 41 %           | 41 %           | 18 %           | IFAK         |
| 2013.11 | 38 %           | 40 %           | 22 %           | DW-Trend     |
| 2019    | 14 %           |                |                | ВЦИОМ        |
| 2021    | 9 %            |                |                | ВЦИОМ        |
| 2023    | 8 %            |                |                | ВЦИОМ        |

По данным опроса общественного мнения, проведённого в ноябре 2013 года, более трети россиян (38 %) желали вступления своей страны в Европейский Союз. 40 % были против вступления. При этом около половины россиян считали, что отношения между Россией и ЕС — дружеские. Чаще всего за вступление России в ЕС высказываются респонденты с высшим образованием и россияне младше 29 лет.
В качестве аргументов за вступление в ЕС опрошенные россияне называют:
- рост российской экономики;
- интеграция в мировое экономическое пространство;
- поступление инвестиций;
- улучшение благосостояния россиян;
- отмена визового режима с ЕС;
- укрепление взаимоотношений со странами Европы;
- превращение России в более цивилизованную страну;
- повышение авторитета России в мире;
- укрепление безопасности и стабильности.

## Проблемы
Переговоры по переводу в практическую плоскость деклараций о стратегическом партнёрстве, предусмотренном Соглашением 2005 года, продвигались медленно. Наибольших успехов стороны достигли в формировании общего экономического пространства.
Расширение ЕС, осуществлённое в 2004 году, вызвало к жизни новые проблемы, при этом отношения с Россией были низведены Евросоюзом до ранга отношений с так называемыми государствами «непосредственного соседства», куда также попали страны Северной Африки, Украина, Молдавия, Грузия и т. д.
С расширением ЕС в 2004 году негативное отношение к России в штаб-квартире ЕС усилилось. Показательной стала проведённая 10 октября 2004 встреча глав МИД 11 стран — членов ЕС (Польша, Чехия, Венгрия, Словакия, Эстония, Латвия, Литва, Дания, Швеция, Финляндия и Австрия), на которой было выдвинуто требование поднять роль «малых стран» во внешней политике ЕС, а более конкретно — ужесточить политику ЕС в отношении России.
В 2009 году Евросоюз приступил к осуществлению нового проекта «Восточное партнёрство», имеющего основной заявленной целью развитие интеграционных связей с шестью странами бывшего СССР: Азербайджаном, Арменией, Белоруссией, Грузией, Молдавией и Украиной.
В России полагают, что данный проект бросает вызов российским интересам на постсоветском пространстве, ведёт к подрыву геополитического влияния России в Восточной Европе и укреплению здесь позиций ЕС, а в перспективе — к окончательной дезинтеграции постсоветского пространства.
Претензии России к ЕС касаются:
- предложений ЕС о ведении диалога с Россией в рамках программы «Новое партнёрство» — единого плана сотрудничества ЕС с граничащими с ним государствами, что ставит Россию на уровень североафриканских государств;
- неурегулированности вопросов перевозки грузов и пассажиров между основной территорией России и Калининградской областью;
- ущемления прав крупных русскоязычных меньшинств в Латвии и Эстонии; отсутствия поддержки русского языка в ЕС;
- политики сдерживания внешнеполитического влияния России, особенно на постсоветском пространстве и в Сирии;
- отказа ЕС вводить безвизовый режим для туристических поездок;

Претензии ЕС к России касаются:
- нарушений прав человека и гражданских свобод (в том числе в Чечне);
- существования российских военных баз внутри признанных ЕС и ООН границ Грузии, Молдавии и Украины, существующих вопреки воле правительств этих стран;
- вмешательства России в конфликты на постсоветском пространстве (приднестровский конфликт, грузино-абхазский конфликт, южноосетинский конфликт, война в Донбассе);
- нарушения территориальной целостности Грузии и Украины в их признанных ЕС и ООН границах (признание независимости Абхазии и Южной Осетии и аннексия Крыма);
- заниженных внутрироссийских цен на энергоносители по сравнению с экспортными ценами;
- взимания Россией компенсационных выплат с иностранных авиакомпаний за использование ими беспосадочного транссибирского маршрута, не имеющего аналогов в мировой практике.

## Украинский кризис и санкции Евросоюза в отношении России
Ещё во время Евромайдана руководство Европейского союза, выступавшее в поддержку оппозиции, заявляло о возможности введения санкций в отношении руководства Украины.
20 февраля 2014 года Совет Европейского союза принял решение о введении «точечных санкций», в том числе замораживания счетов и запрета на въезд в ЕС в отношении лиц, ответственных за «нарушение прав человека, насилие и чрезмерное применение силы», а также приостановил экспорт военного и полицейского спецоборудования, которое могло быть использовано для «репрессий внутри страны».
С начала аннексии Крыма Российской Федерацией позиция западного сообщества (в том числе Евросоюза) состояла в осуждении вмешательства России во внутренние дела Украины и поддержке территориальной целостности и суверенитета Украины. От России потребовали прекратить вмешательство во внутренние дела Украины и перейти к решению всех спорных вопросов с Украиной через политический диалог. В российской пропаганде и в заявлениях российских политиков события украинского Евромайдана часто называются «государственным переворотом».
6 марта 2014 года на внеочередном заседании Европейского совета по Украине было принято решение считать референдум о аннексии Крыма Россией незаконным, поскольку он не соответствует конституции Украины. Участники заседания призвали Россию немедленно вернуть свои войска в места их постоянной дислокации и обеспечить доступ международных наблюдателей в Крым, а также начать переговоры с Украиной. До тех пор, пока это не будет сделано, участники заседания приняли решение заморозить переговоры с Россией по визам и новому соглашению о партнёрстве. В заявлении, принятом по итогам заседания, Россию предупредили о «долгосрочных последствиях» в случае, если она продолжит свои «действия по дестабилизации ситуации на Украине».
В середине марта 2014 года, после того как Россия, вопреки прозвучавшим предупреждениям, совершила аннексию Крыма, США и Евросоюз, Австралия, Новая Зеландия и Канада ввели в действие первый пакет санкций. Эти меры предусматривали замораживание активов и введение визовых ограничений для лиц, включённых в специальные списки, а также запрет компаниям стран, наложивших санкции, поддерживать деловые отношения с лицами и организациями, включёнными в списки. Списки лиц и организаций, в отношении которых действуют санкции, периодически пополняются. Помимо указанных ограничений, было также предпринято сворачивание контактов и сотрудничества с Россией и российскими организациями в различных сферах.
Последующее расширение санкций (апрель-май) было связано с обострением ситуации на востоке Украины. Организаторы санкций обвинили Россию в действиях, направленных на дестабилизацию ситуации на юго-востоке Украины и подрыв её территориальной целостности, — планировании и координации антимайдановских протестов, а позднее — в использовании регулярных войск в боевых действиях на стороне антиправительственных сепаратистов, а также в поставках оружия и финансовой поддержке самопровозглашённых республик.
Следующий виток санкций был связан с катастрофой Boeing 777 в Донецкой области 17 июля 2014 года, к которой, по мнению руководства ряда государств, привели действия сепаратистов, поддерживаемых Россией.
Действующие санкции в отношении России предусматривают, в частности:
- запрет на выдачу въездных виз жителям Крыма через диппредставительства стран ЕС в России[70];
- прекращение нового финансирования проектов в России через Европейский инвестиционный банк[71][72][73];
- санкции в сфере торговли и инвестиций в отношении Крыма и Севастополя[74][75]:
  - запрет на инвестиции в инфраструктурные, транспортные, телекоммуникационные и энергетические секторы, а также добычу нефти, газа и минералов, запрет на поставку оборудования для этих секторов, а также на оказание для них финансовых и страховых услуг;
  - запрет на закупку более 250 наименований товаров, среди которых полезные ископаемые минералы и углеводороды;
  - запрет на предоставление кредитов и приобретение долей в проектах, которые затронуты секторальными санкциями;
  - запрет на покупку недвижимости и предприятий в Крыму, финансирование крымских компаний и предоставление связанных с этим услуг, оказание туристических услуг в Крыму;
  - запрет на поставки в Крым около 200 наименований товаров, в частности технологий для транспортного, телекоммуникационного и энергетического секторов, а также для разведки и добычи газа, нефти и минеральных ресурсов, и драгоценных металлов;
  - запрет на оказание технической помощи и предоставление строительных и инженерных услуг, связанных с инфраструктурой полуострова[76][77];
- санкции против «Сбербанка России», банка ВТБ, «Газпромбанка», «Внешэкономбанка», «Россельхозбанка», эмбарго на импорт и экспорт оружия; запрет на экспорт товаров двойного назначения и технологий для военного использования в Россию или российским конечным военным пользователям; запрет на поставки в Россию высокотехнологичного оборудования для добычи нефти в Арктике, на глубоководном шельфе и сланцевой нефти[78][79];
- запрет на организацию долгового финансирования «Роснефти», «Транснефти», «Газпром нефти», «Уралвагонзавода», «Оборонпрома», «Объединённой авиастроительной корпорации»[80].

В марте 2015 года Евросоюз принял решение увязать действующий санкционный режим с полным выполнением Минских соглашений. В связи с тем, что Минские соглашения, как полагают в ЕС, до сих пор не выполнены по вине России, эти ограничительные меры продлеваются каждые полгода.
Кроме того, были введены санкции против компаний, принимавших участие в строительстве Крымского моста и подходящей к нему со стороны Крыма автодороги «Таврида».
3 июня 2015 года Европарламент ограничил свободный доступ в ассамблею российским дипломатам в ответ на российский «чёрный список» в отношении 89 европейских граждан. Исключение сделано лишь для постоянного представителя России при Евросоюзе Владимира Чижова.
10 июня 2015 года Европейский парламент принял резолюцию, в которой призвал «критически пересмотреть» отношения Евросоюза с Россией и больше не считать Россию стратегическим партнёром Евросоюза.
В марте 2016 года Евросоюз одобрил «пять принципов Федерики Могерини»:
- полное выполнение Минских соглашений как ключевое условие любых существенных изменений в отношениях ЕС с РФ;
- укрепление отношений со всеми шестью участниками «Восточного партнёрства» (Азербайджан, Армения, Белоруссия, Грузия, Молдавия и Украина.— «Ъ») и странами Центральной Азии;
- укрепление устойчивости ЕС в таких областях, как энергетическая безопасность, гибридные угрозы и стратегическая коммуникация;
- избирательное взаимодействие с Россией по вопросам, представляющим явный интерес для ЕС;
- развитие контактов между народами и поддержка российского гражданского общества[84].

В марте 2019 года Евросоюз внёс в свой санкционный список ещё восемь российских граждан в связи с инцидентом в Керченском проливе.

### Встречные санкции
6 августа 2014 года указом президента России «О применении отдельных специальных экономических мер в целях обеспечения безопасности Российской Федерации» был запрещён ввоз на территорию РФ «отдельных видов» сельскохозяйственной продукции, сырья и продовольствия, страной происхождения которых является государство, принявшее решение о введении экономических санкций в отношении российских юридических и (или) физических лиц или присоединившееся к такому решению. Под действие эмбарго, в частности, попали страны Евросоюза.
В июне 2019 года Федерика Могерини заявила, что экономики стран Евросоюза полностью адаптировались к российским контрсанкциям. Еврокомиссия пришла к выводу, что санкции Евросоюза против России и ответные контрсанкции в агропродовольственном секторе со стороны России оказали сдержанное влияние на европейскую экономику. По словам Могерини, «несмотря на трудности, вызванные российским эмбарго, агропродовольственный сектор ЕС продемонстрировал выдающуюся устойчивость, и большинство затронутых секторов смогло найти альтернативные рынки. С 2013 года, то есть до введения Россией эмбарго, общий экспорт агропродовольственных товаров ЕС в третьи страны вырос на 14,6 %».
По оценке Французского исследовательского центра в сфере международной экономики (CEPII), 76,7 % потерь от российских контрсанкций против стран Запада понесла Европа. Убытки Польши составили 1,1 миллиарда долл., Австрии — 852 миллиона долл., Нидерландов — 794 миллиона долл. За четыре года доля российских производителей на рынках фруктовой, овощной, сырной, молочной и мясной продукции значительно расширилась. По оценкам Financial Times, в 2013 году Россия импортировала 35 % потребляемого продовольствия, а в 2018 году — не более 20 %.
31 мая 2019 года министерство иностранных дел РФ расширило чёрный список представителей Евросоюза, которым запрещён въезд в Россию. «Основанием для таких решений стали бездоказательные, а порой абсурдные обвинения в адрес наших соотечественников» — говорится в заявлении, опубликованном на сайте МИДа. Число фигурантов российского списка доведено до паритетного со списком Евросоюза. В России считают, что использование Евросоюзом «противоречащего международному праву инструмента односторонних санкций» даёт России право на «соразмерные ответные действия».

## Современность
12 марта 2019 года Европарламент принял резолюцию «О политических отношениях между Европейским союзом и Россией», в которой заявил, что Евросоюз более не считает Россию «стратегическим партнёром», и призвал остановить строительство газопровода «Северный поток — 2», так как он противоречит интересам Евросоюза: «Газопровод „Северный поток — 2“ усиливает зависимость ЕС от поставок российского газа, ставит под угрозу внутренний рынок ЕС и не соответствует положениям энергетической политики ЕС и её стратегическим интересам». Депутаты рекомендовали пересмотреть вступившее в силу в 1997 году Соглашение о партнёрстве и сотрудничестве, потому что положения его второй статьи, в которой идёт речь об «уважении демократических принципов и прав человека», «не соблюдаются».
19 сентября 2019 года Европарламент принял резолюцию «О важности сохранения исторической памяти для будущего Европы», согласно которой Вторую мировую войну развязали две тоталитарные державы — Германия и СССР, подписавшие Пакт Молотова — Риббентропа.
В декабре президент России Владимир Путин посвятил несколько выступлений на международных и российских форумах критике этой резолюции и восстановлению исторической справедливости — напоминанию о роли европейских держав, в том числе Польши, в развязывании Второй мировой войны.
В апреле-мае 2021 года Евросоюз обвинил Россию в наращивании группировки войск на российско-украинской границе и закрытии ряда районов Чёрного моря для судоходства. «Намерение Российской Федерации закрыть определённые районы Чёрного моря для судоходства до октября 2021 года под предлогом военных учений вызывает серьёзную тревогу, тем более на фоне ситуации на украинско-российской государственной границе и в незаконно аннексированном Крыму»,— заявил пресс-секретарь высокого представителя ЕС по иностранным делам и политике безопасности Жозепа Борреля Петер Стано.
16 июня 2021 года глава европейской дипломатии Жозеп Боррель представил новую стратегию политики на российском направлении, исходящую из трёх принципов — «Давать отпор, сковывать, взаимодействовать». «Давать отпор» Евросоюз намерен «нарушению Россией прав человека, принципов демократии и международного права», как на территории России, так и на постсоветском пространстве. Жозеп Боррель особо выделил намерение препятствовать нарушениям Россией суверенитета Украины, противодействовать «вредоносным действиям правительства России, включая гибридные атаки» и ограничивать «ресурсы, которые власти России могут привлечь для проведения разрушительной внешней политики». «Сковывание» будет направлено на «попытки России подорвать интересы ЕС» — как на территории самого Евросоюза, так и на международных площадках. Кроме того, Евросоюз впредь будет теснее координировать свои действия с США, НАТО и «группой семи». В то же время Евросоюз надеется «взаимодействовать» с Россией «для продвижения собственных интересов» в таких сферах, как борьба с изменением климата, противодействие распространению коронавирусной инфекции, взаимодействие в Арктике, урегулирование региональных конфликтов. Кроме того, как добавили в Брюсселе, «ЕС заинтересован в решении конкретных экономических вопросов, среди которых — российские протекционистские меры и частичный запрет на ввоз сельскохозяйственной продовольственной продукции из ЕС».
Саммит ЕС, прошедший в июне 2021 года, продемонстрировал серьёзный раскол между странами-членами по вопросу стратегии в отношениях с РФ. Крупнейшие государства союза — Франция и ФРГ — выступили за диалог путём созыва саммита Россия—ЕС. Категорически против этого высказались государства Восточной Европы и Прибалтики, уверенные, что Кремль воспримет такой шаг как признак слабости. К согласию участникам саммита удалось прийти лишь в том, что диалог должен быть «избирательным»: Европейский совет подчеркнул «открытость к избирательному диалогу с Россией по вопросам, представляющим интерес для ЕС». Одновременно в ЕС сделали ряд заявлений, которые явно не ведут к снижению конфронтации. Глава Европейского совета Шарль Мишель, в частности, сообщил о продлении санкций в отношении России ещё на полгода из-за отсутствия «значительного прогресса» в реализации Минских соглашений по урегулированию ситуации в Донбассе. Кроме того, в ЕС осудили «ограничения основных свобод» в РФ и заявили, что намерены поддерживать российское гражданское общество.
В октябре 2021 года в Киеве состоялся 23-й саммит Украина — ЕС, в котором приняли участие главы Еврокомиссии и Европейского совета Урсула фон дер Ляйен и Шарль Мишель. В совместном заявлении сторон по итогам саммита Россия была названа «стороной конфликта» в Донбассе, поддерживающей в финансовом и военном плане незаконные вооружённые формирования. В документе содержится призыв к России «немедленно прекратить подстрекательство» к продолжению конфликта, в полном объёме выполнить Минские договорённости и признать свою ответственность за гибель пассажиров и экипажа рейса MH17 в 2014 году. В заявлении также было подчёркнуто, что ЕС продолжит осуждать «незаконную аннексию» Крыма.
В ноябре 2021 года руководство Евросоюза потребовало от России отменить подписанный президентом Путиным указ об оказании гуманитарной поддержки населению ДНР и ЛНР, согласно которому товары из ДНР и ЛНР смогут ввозиться на российский рынок по упрощённым правилам и участвовать в госзакупках. Евросоюз считает, что эта мера подрывает «суверенитет и территориальную целостность Украины, в том числе в сфере таможенного контроля», и в перспективе способно усилить напряжённость, перерасти в закрепление независимости ДНР и ЛНР и осложнить процесс реинтеграции регионов.
13 декабря 2021 года ЕС ввёл санкции в отношении «ЧВК Вагнера» и нескольких якобы связанных с нею лиц. Им вменяются нарушения прав человека в Сирии, Ливии, ЦАР, Судане, Мозамбике и на Украине. Ранее Евросоюз выступал категорически против сотрудничества «ЧВК Вагнера» с военными, которые пришли к власти в Мали в результате переворота в августе 2020 года. Жёстче всех на этом настаивала Франция, которая потребовала от властей РФ не допустить подписания контракта между Мали и «ЧВК Вагнера» на обучение местных военных и защиту высокопоставленных чиновников. Эту же тему в контактах с российской стороной поднял и глава внешнеполитической службы Евросоюза Жозеп Боррель. По словам министра иностранных дел РФ Сергея Лаврова, Евросоюз попросил Москву «вообще не работать в Африке, потому что „это их место“».
Совет ЕС также обсудил возможность введения дополнительных рестриктивных мер на случай российского вторжения на территорию Украины. Как заявил Жозеп Боррель, «Европейский союз сохраняет единство в поддержке суверенитета и территориальной целостности Украины. Все министры сходились в том, что любая агрессия против Украины приведёт к политическим последствиям и высокой экономической цене для России». По его словам, Евросоюз намерен тесно координировать свои действия с США.
Как заявила глава Европейской комиссии Урсула фон дер Ляйен, Европейский союз готов будет расширить санкции в отношении России и принять «беспрецедентные меры», если она проявит дальнейшую агрессию в отношении Украины. По словам главы Еврокомиссии, ЕС тесно сотрудничает с США по вопросу расширения санкций против финансового и энергетического секторов России, товаров двойного назначения и оборонного сектора. При этом канцлер Германии Олаф Шольц заявил о готовности к конструктивному диалогу с Россией. Кроме Берлина, к диалогу с Москвой, по данным агентства Bloomberg, склоняются Франция, Италия и Испания.
28 ноября 2022 года Financial Times сообщила, что с начала года импорт в Европу сжиженного газа из России вырос на 42 % по сравнению с аналогичным периодом прошлого года и составил почти 18 миллиардов кубометров. Это позволило РФ стать вторым после США поставщиком СПГ в Европу. Доля российского СПГ в морском европейском импорте составила 16 %. Основными покупателями стали: Бельгия, Испания, Нидерланды, Франция. Исследователь энергетической политики Колумбийского университета Анн-Софи Корбо отметил, что Россия может остановить поставки сжиженного газа в Европу, перенаправить его в бедные страны, например в Бангладеш и Пакистан, чтобы «достичь политической выгоды» и «оказать давление на европейцев».
21 февраля 2023 года в ходе ежегодного послания федеральному собранию на фоне вооруженного конфликта с Украиной Владимир Путин отменил часть своих «майских указов» (указ № 605 «О мерах по реализации внешнеполитического курса РФ»), подразумевавшую в том числе сближение России с Европейским союзом и США.
Согласно данным Европейского парламента, опубликованным в марте 2023 года, последствия санкций Евросоюза, предназначенных для сокращения доходов России и доступа к военным технологиям, не смогут ограничить способность Москвы к ведению боевых действий на Украине в 2023 году. Благодаря лоббистским усилиям, а также из-за опасений возникновения тяжелых экономических последствий 27 стран ЕС на тот период продолжали вести большую торговлю с Россией.
По данным Евростата, с марта 2022 года по конец января 2023 года страны Союза импортировали российских товаров на общую сумму в 171 млрд евро. Отмечено, что поставки СПГ России в ЕС выросли с 16 млрд кубометров в 2021 году до 22 млрд в 2022. На 720 млн евро страны Евросоюза закупили продукции российской атомной отрасли. Позиция Бельгии привела к тому, что санкции не коснулись импорта драгоценных камней из РФ, благодаря чему государства Евросоюза приобрели алмазов из России на сумму 1,4 млрд евро. Из-за роста цен закупки российских удобрений странами ЕС выросли на 40 % по сравнению с 2021 годом и составили 2,6 млрд евро. Импорт никеля из России также увеличился с 2,1 млрд евро в 2021 года до 3,2 млрд евро в 2022.
В марте 2023 года президент России Владимир Путин заявил о сильной деградации отношений между Россией и Европейским союзом. Причина, по его словам, заключалась в том, что ЕС, вместо своей изначальной миссии по развитию экономического сотрудничества и интеграции на континенте, решил инициировать геополитические противостояние с Российской Федерацией. При этом глава России выразил надежду на возобновление отношений с ЕС согласно логике совместного сотрудничества.
По данным рейтингового агентства Moody’s, по состоянию на июль 2024 года в странах ЕС работают 46 000 компаний, в которых свыше 40% имущественных прав так или иначе принадлежит российским юридическим и физическим лицам. Из них в Чехии — 12 480, Болгарии — 9581, Германии — 4296, Латвии — 3338, Италии — 2539.

## Саммиты Россия — ЕС
С 2000 по 2012 годы саммиты Россия — ЕС проходили дважды в год: в первой половине года в России, во второй половине года — в стране — председателе ЕС или в Брюсселе. В марте 2014 года ЕС отказался от дальнейшего проведения саммитов.

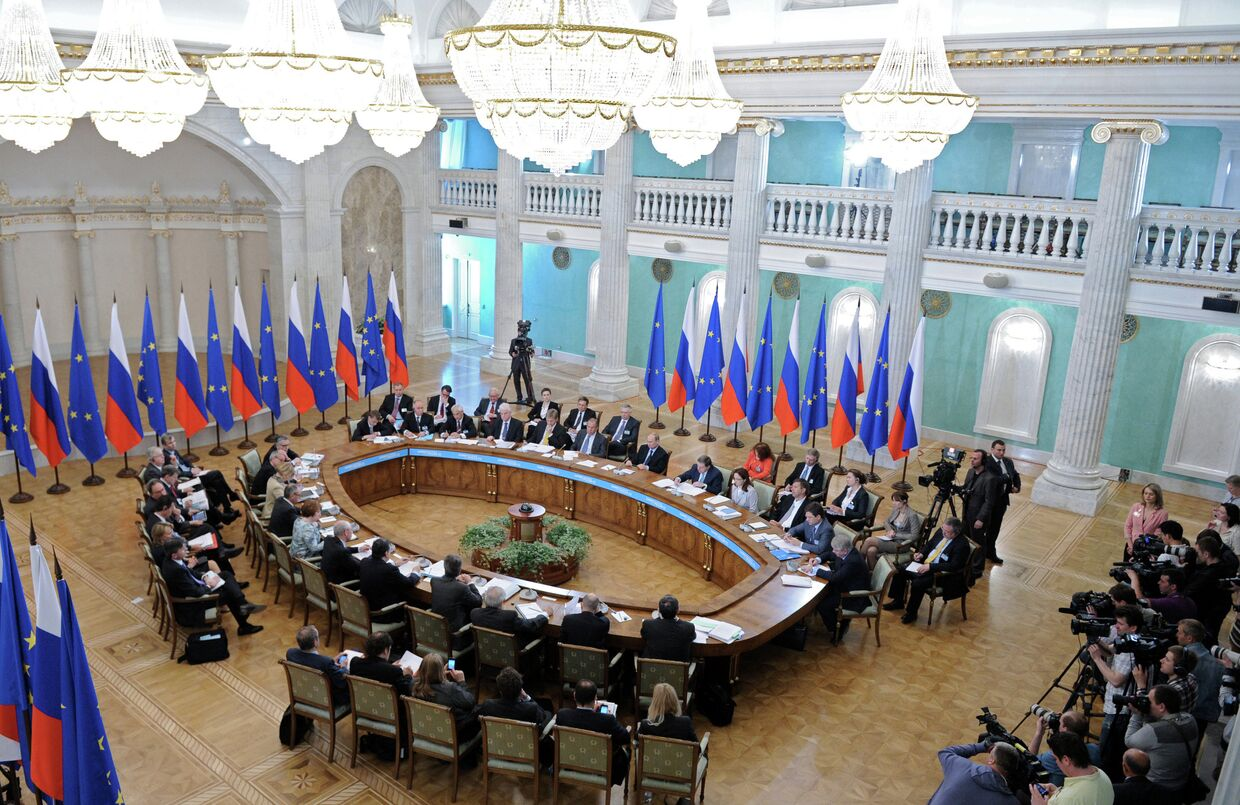
Саммит Россия — ЕС в Екатеринбурге, 4 июня 2013

| Номер | Год  | Дата            | Место           |
| ----- | ---- | --------------- | --------------- |
| 1     | 1995 | 7 сентября      | Москва          |
| 2     | 1997 | 3 марта         | Москва          |
| 3     | 1998 | 15 мая          | Бирмингем       |
| 4     | 1999 | 22 октября      | Хельсинки       |
| 5     | 2000 | 29 мая          | Москва          |
| 6     | 2000 | 30 октября      | Париж           |
| 7     | 2001 | 17 мая          | Москва          |
| 8     | 2001 | 3 октября       | Брюссель        |
| 9     | 2002 | 29 мая          | Москва          |
| 10    | 2002 | 11 ноября       | Брюссель        |
| 11    | 2003 | 31 мая          | Санкт-Петербург |
| 12    | 2003 | 6 ноября        | Рим             |
| 13    | 2004 | 21 мая          | Москва          |
| 14    | 2004 | 25 ноября       | Гаага           |
| 15    | 2005 | 10 мая          | Москва          |
| 16    | 2005 | 4 октября       | Лондон          |
| 17    | 2006 | 25 мая          | Сочи            |
| 18    | 2006 | 24 ноября       | Хельсинки       |
| 19    | 2007 | 18 мая          | Волжский Утёс   |
| 20    | 2007 | 26 октября      | Мафра           |
| 21    | 2008 | 26—27 июня      | Ханты-Мансийск  |
| 22    | 2008 | 14 ноября       | Ницца           |
| 23    | 2009 | 21—22 мая       | Хабаровск       |
| 24    | 2009 | 18 ноября       | Стокгольм       |
| 25    | 2010 | 31 мая — 1 июня | Ростов-на-Дону  |
| 26    | 2010 | 7 декабря       | Брюссель        |
| 27    | 2011 | 9—10 июня       | Нижний Новгород |
| 28    | 2011 | 15 декабря      | Брюссель        |
| 29    | 2012 | 3—4 июня        | Санкт-Петербург |
| 30    | 2012 | 20—21 декабря   | Брюссель        |
| 31    | 2013 | 3—4 июня        | Екатеринбург    |
| 32    | 2014 | 28 января       | Брюссель        |

## Диалог о правах человека
С 2005 по 2013 год РФ и ЕС регулярно проводили консультации в области соблюдения прав человека.
Европарламент и другие органы ЕС уделяют существенное внимание вопросам соблюдения прав человека в России. В свою очередь, в Госдуме РФ в мае 2012 года состоялись слушания о правах человека в ЕС. МИД РФ в декабре 2012 и январе 2014 года представил доклады о правах человека в ЕС за 2012 и 2013 годы.

### Дело Навального
4-6 февраля 2021 года состоялся визит в Москву главы дипломатического ведомства ЕС Ж. Борреля. Целью визита было обсуждение дела Алексея Навального и отношения России и ЕС . В ходе визита состоялась встреча с главой МИД России Сергеем Лавровым. По результатам переговоров Боррель заявил:
…я приехал в Москву, чтобы проверить с помощью дипломатии, заинтересовано ли российское правительство в устранении разногласий и обращении вспять негативной тенденции в наших отношениях. Реакция, которую я получил, была явно обратной. […] нам придется задуматься над более широкими последствиями и наметить дальнейший путь.
Встречные высылки дипломатов (2021)
5 февраля МИД РФ сообщил, что страну должны покинуть дипломаты из Швеции, Польши и Германии из-за участия последних в акциях протеста 23 января в поддержку Алексея Навального. Высылка состоялась во время визита Ж. Борреля, что было расценено в ЕС как желание унизить дипломатического представителя Евросоюза.
8 февраля Германия, Швеция и Польша ответили на высылку своих дипломатов: страны объявили персонами нон грата по одному сотруднику российских дипмиссий.
15 апреля Польша объявила трёх российских дипломатов персонами нон грата. В ответ на это Россия объявила о высылке пяти польских дипломатов.

#### Санкции Евросоюза
2 марта 2021 года Евросоюз ввёл санкции в отношении четырёх руководителей силовых ведомств в связи с ситуацией вокруг Алексея Навального. Под санкции попали директор ФСИН Александр Калашников, председатель СКР Александр Бастрыкин, генпрокурор России Игорь Краснов, директор Росгвардии Виктор Золотов.
В МИД России Сергей Лавров пообещал ответить на санкции ЕС.

### Комментарии
1. ↑  По условиям ограничений, Чижов может провести с собой ещё одного дипломата.
2. ↑  ЕС осудил уголовное преследование Навального и призвал к его немедленному освобождению. ЕС также призвал Россию провести прозрачное расследование отравления Навального в августе 2020 года[136]

### Сноски
1. 1 2  Указ Президента о мерах по реализации внешнеполитического курса РФ. Российская газета. Дата обращения: 21 февраля 2023. Архивировано 21 февраля 2023 года.
2. 1 2  Альянс на скаку остановят. Что происходит в отношениях Москвы и Запада после видеосаммита президентов России и США // Коммерсантъ, 10.12.21. Дата обращения: 22 декабря 2021. Архивировано 22 декабря 2021 года.
3. 1 2  Указ Президента Российской Федерации от 21.02.2023 № 111 ∙ Официальное опубликование правовых актов ∙ Официальный интернет-портал правовой информации. publication.pravo.gov.ru. Дата обращения: 21 февраля 2023. Архивировано 21 февраля 2023 года.
4. 1 2  Путин отменил свой указ 2012 года о внешнеполитическом курсе России Этот курс предполагал, что Россия сблизится с ЕС и США, будет уважать суверенитет Молдовы и территориальную целостность всех стран. Meduza. Дата обращения: 21 февраля 2023. Архивировано 21 февраля 2023 года.
5. ↑  The World Factbook. Дата обращения: 27 декабря 2015. Архивировано из оригинала 15 июня 2020 года.
6. ↑  The World Factbook. Дата обращения: 27 декабря 2015. Архивировано из оригинала 3 июля 2015 года.
7. ↑  The World Factbook. Дата обращения: 27 декабря 2015. Архивировано 27 сентября 2011 года.
8. ↑  Архивированная копия. Дата обращения: 24 марта 2016. Архивировано 4 марта 2016 года.
9. 1 2  Report for Selected Countries and Subjects
10. ↑  Report for Selected Country Groups and Subjects. Дата обращения: 24 марта 2016. Архивировано 6 апреля 2016 года.
11. ↑  Report for Selected Country Groups and Subjects. Дата обращения: 24 марта 2016. Архивировано 6 апреля 2016 года.
12. ↑  Report for Selected Countries and Subjects
13. ↑  Report for Selected Country Groups and Subjects. Дата обращения: 24 марта 2016. Архивировано 6 апреля 2016 года.
14. ↑  Архивированная копия. Дата обращения: 27 декабря 2015. Архивировано 1 февраля 2017 года.
15. ↑  Report for Selected Country Groups and Subjects. Дата обращения: 27 декабря 2015. Архивировано 1 января 2016 года.
16. ↑  The EU in the world 2013 — A statistical portrait — Product — Eurostat. Дата обращения: 27 декабря 2015. Архивировано 22 января 2016 года.
17. ↑  The World Factbook. Дата обращения: 27 декабря 2015. Архивировано 17 мая 2020 года.
18. ↑  The World Factbook. Дата обращения: 27 декабря 2015. Архивировано 26 декабря 2018 года.
19. ↑  Архивированная копия. Дата обращения: 24 марта 2016. Архивировано 21 марта 2015 года.
20. ↑  Носов, 2006, с. 235.
21. ↑  Итоги внешней торговли России в январе-апреле 2019 г.
22. 1 2 3  Носов, 2006, с. 234.
23. ↑  Носов, 2006, с. 239.
24. ↑  Вадим Войников. Правовые основы сотрудничества России и Европейского Союза в области обеспечения свободы передвижения. Интернет-журнал «Вся Европа.ru», №10(15) (октябрь 2007). Дата обращения: 12 ноября 2015. Архивировано из оригинала 1 сентября 2017 года.
25. ↑  Визы для россиян в страны Евросоюза могут быть отменены к 2008 году. NEWSru.com (13 июля 2003). Дата обращения: 12 ноября 2015. Архивировано 4 марта 2016 года.
26. ↑  РФ и ЕС готовы к отмене визового режима через два-три года — Косачев. РИА Новости (7 июля 2008). Дата обращения: 12 ноября 2015. Архивировано 5 марта 2016 года.
27. ↑  Сергей Ромашенко. Кэтрин Эштон: России и ЕС еще далеко до отмены виз. Deutsche Welle (24 февраля 2010). Дата обращения: 12 ноября 2015. Архивировано 4 марта 2016 года.
28. ↑  Statement of the Heads of State or Government on Ukraine (англ.). European Council (6 марта 2014). — см. § 4. Дата обращения: 12 ноября 2015. Архивировано 20 октября 2015 года.
29. ↑  Алия Самигуллина (19 октября 2010). НАТО ближе, визы проще. Дипломатия. «Газета.ру». Архивировано 22 октября 2010. Дата обращения: 20 октября 2010. {{cite news}}: Неизвестный параметр |coauthors= игнорируется (|author= предлагается) (справка)
30. 1 2  Новостная статья на «Лента. Ру»: «Путин предложил Европе экономический альянс от Владивостока до Лиссабона» — 25.11.2010 Архивная копия от 7 апреля 2014 на Wayback Machine
31. ↑  ДПР провела шествие в центре Брюсселя
32. ↑  Russland in die EU! — Treffpunkt Europa | europäisch, politisch, kritisch. Дата обращения: 1 января 2016. Архивировано 9 января 2016 года.
33. ↑  Президент Чехии: в будущем Россия может стать членом Евросоюза | В мире | Политика | Аргументы и Факты. Дата обращения: 27 декабря 2015. Архивировано 5 января 2016 года.
34. ↑  Britain prevents EU from reopening trade talks with Russia — Telegraph. Дата обращения: 29 декабря 2015. Архивировано 21 апреля 2016 года.
35. ↑  Шредер пригласил Россию в НАТО. Дата обращения: 29 декабря 2015. Архивировано 4 марта 2016 года.
36. ↑  Обозначения: светлый цвет — больше чем альтернативное мнение, темный цвет — больше или равно 50 %
37. ↑  Россияне разлюбили Европу // Новая Газета. Дата обращения: 7 января 2016. Архивировано из оригинала 7 декабря 2015 года.
38. 1 2  ФОМ > Россия должна стремиться в ЕС
39. 1 2 3  КМВСИТИ — современный сайт Пятигорска и КМВ — КМВСИТИ. Дата обращения: 7 января 2016. Архивировано из оригинала 23 апреля 2017 года.
40. 1 2 3 4 5 6  Пресс-выпуск
41. 1 2 3  Россияне больше хотят в НАТО — Газета.Ru
42. ↑  Есть такое мнение // Газета.Ru
43. 1 2  Треть россиян не хочет вступления России в Евросоюз
44. ↑  Россияне не хотят сближения с НАТО, но не против вступления в Евросоюз // Известия
45. 1 2  DW-Trend: Immer mehr Russen für EU-Beitritt | Fokus Osteuropa | DW.COM | 18.01.2011
46. ↑  DW-Trend: Russen zunehmend gegen EU-Beitritt | Fokus Osteuropa | DW.COM | 17.11.2011
47. 1 2  Russen erwärmen sich wieder für die EU | Fokus Osteuropa | DW.COM | 20.12.2012
48. 1 2  DW-Trend: Лишь меньшинство россиян за быстрое вступление в ЕС | Важнейшие политические события в России: оценки, прогнозы, комментарии | DW.COM | 19.11.2013
49. 1 2 3  ВЦИОМ. Новости: Россия и Европа: вчера, сегодня… но будет ли завтра?
50. ↑  Россияне относятся к ЕС своеобразно // ИноСМИ — Всё, что достойно перевода
51. ↑  Poland takes on Russia with 'Eastern Partnership' proposal Архивная копия от 28 июня 2008 на Wayback Machine, Daily Telegraph, 2008-05-25
52. ↑  «Восточное партнерство» — дело тонкое. Дата обращения: 24 января 2019. Архивировано 16 сентября 2018 года.
53. ↑  Сергунин А. А. «ВОСТОЧНОЕ ПАРТНЕРСТВО»: ВЫЗОВ РОССИЙСКОЙ ДИПЛОМАТИИ В ВОСТОЧНОЙ ЕВРОПЕ // Вестник Воронежского государственного университета. Серия: Лингвистика и межкультурная коммуникация. 2010. № 1. С.205-210. Дата обращения: 31 октября 2011. Архивировано из оригинала 27 ноября 2011 года.
54. ↑  European Parliament resolution of 6 February 2014 on the situation in Ukraine (2014/2547(RSP)). Дата обращения: 24 января 2019. Архивировано 26 мая 2019 года.
55. ↑  Европарламент призывает ЕС готовить санкции для Украины. Дата обращения: 24 января 2019. Архивировано 25 января 2019 года.
56. ↑  Council conclusions on Ukraine Архивная копия от 1 декабря 2008 на Wayback Machine (англ.) // Европейский совет, 20.02.2014
57. ↑  ЕС ввел санкции против украинского руководства. Дата обращения: 24 января 2019. Архивировано 25 января 2019 года.
58. ↑  Обама и Меркель предложили создать контактную группу для налаживания диалога Украины и РФ. ИТАР-ТАСС, 08.03.14. Дата обращения: 24 января 2019. Архивировано 10 ноября 2014 года.
59. ↑  РФ должна согласиться на создание контактной группы по Украине, считают в США и Франции. ИТАР-ТАСС, 08.03.14. Дата обращения: 24 января 2019. Архивировано 10 ноября 2014 года.
60. ↑  Christopher Paul, Miriam Matthews. The Russian "Firehose of Falsehood" Propaganda Model (англ.) // RAND. — RAND Corporation, 2016-07-11. Архивировано 13 августа 2018 года.
61. ↑  Maria Popova, Oxana Shevel. Russia and Ukraine: Entangled Histories, Diverging States. — John Wiley & Sons, 2023-11-08. — 209 с. — ISBN 978-1-5095-5738-7. Архивировано 26 января 2024 года.Within barely a week of Yanukovich's flight from country and his replacement with an interim president in Kyiv, a covert Russian special operation replaced the local government in Crimea with Russian proxies and directed them to prepare the region for Russian annexation.
62. ↑  Wilson Andrew. Ukraine Crisis: What It Means for the West. — Yale University Press, 2014-11-18. — 247 с. — ISBN 978-0-300-21292-1. Архивировано 26 января 2024 года.
63. ↑  Заседание Европейского Совета — Заявление глав государств и правительств касательно Украины (06/03/2014). Дата обращения: 24 января 2019. Архивировано 11 января 2019 года.
64. ↑  ЕС заморозил переговоры с РФ по визам и новому соглашению о партнёрстве. ИТАР-ТАСС, 06.03.2014. Дата обращения: 24 января 2019. Архивировано 10 октября 2014 года.
65. ↑  Последствия санкций против России. Дата обращения: 24 января 2019. Архивировано 1 июня 2014 года.
66. ↑  Би-би-си: «США и ЕС вводят санкции против чиновников РФ и Украины». Дата обращения: 24 января 2019. Архивировано 20 марта 2014 года.
67. 1 2  ЕК предложила продлить санкции против России за события в Крыму до 2020 г. // Интерфакс-Украина, 03.06.2019. Дата обращения: 4 июня 2019. Архивировано 4 июня 2019 года.
68. ↑  Списки Запада станут восточными. России готовят наказание за восток Украины // Газета «Коммерсантъ» № 64 от 15.04.2014. Дата обращения: 16 июня 2019. Архивировано 16 июня 2019 года.
69. ↑  НАТО: Россия увеличила поставки оружия ополченцам. Росбалт.ру, 23.07.2014. Дата обращения: 24 января 2019. Архивировано 29 декабря 2018 года.
70. ↑  Евросоюз запретил выдавать визы крымчанам на территории РФ Архивировано 29 апреля 2014 года.
71. ↑  Европейский инвестиционный банк прекратил финансирование проектов в РФ Архивная копия от 28 февраля 2020 на Wayback Machine — Комментарии:, 18/07/2014
72. ↑  European Council conclusions on external relations (Ukraine and Gaza) Архивировано 17 июля 2014 года. (англ.)
73. ↑  Европейский совет попросил Европейский инвестиционный банк приостановить финансирование операций в России — Интерфакс
74. ↑  ЕС ввёл торговые и инвестиционные санкции против Крыма Архивная копия от 28 января 2019 на Wayback Machine — LB.ua, 31 июля 2014
75. ↑  Official Journal of the European Union L226 Архивная копия от 7 июля 2017 на Wayback Machine — Текст акта о принятии санкций на официальном сайте ЕС (англ.), 30 июля 2014
76. ↑  ЕС ввел санкции в отношении Крыма (обновлено) Архивная копия от 4 марта 2016 на Wayback Machine — Lb.ua, 18 декабря 2014 года
77. ↑  Евросоюз запретил поставлять в Крым космические корабли и драгоценные металлы Архивная копия от 29 января 2019 на Wayback Machine — Сегодня, 19 декабря 2014 года
78. ↑  ЕС запретил продавать России оборудование для добычи нефти Архивная копия от 9 августа 2014 на Wayback Machine — Подробности, 01 августа 2014
79. ↑  ЕС ввел санкции в отношении пяти российских банков Архивная копия от 9 августа 2014 на Wayback Machine — Подробности, 31 июля 2014
80. ↑  Санкции ЕС против России вступили в силу (обновлено) Архивная копия от 29 января 2019 на Wayback Machine — LB.ua, 12 сентября 2014
81. ↑  Евросоюз внес в санкционный список шесть российских компаний. РИА Новости. 31 июля 2018. Архивировано 31 июля 2018. Дата обращения: 31 июля 2018.
82. ↑  «Российским дипломатам ограничили доступ в Европарламент». Дата обращения: 11 июня 2015. Архивировано 4 июня 2015 года.
83. ↑  «Европарламент: прежние отношения с Россией невозможны» Архивная копия от 14 июня 2015 на Wayback Machine, Би-Би-Си, 10 июня 2015
84. ↑  Евросоюз согласовал пять принципов отношений с Россией // Коммерсантъ, 15.03.2016. Дата обращения: 21 января 2022. Архивировано 21 января 2022 года.
85. ↑  Указ о применении отдельных специальных экономических мер в целях обеспечения безопасности Российской Федерации. Официальный сайт Президента России (6 августа 2014). Дата обращения: 8 февраля 2019. Архивировано 8 августа 2014 года.
86. ↑  Путин запретил ввозить продукты из присоединившихся к санкциям стран Архивная копия от 8 августа 2014 на Wayback Machine // РосБизнесКонсалтинг, 06.08.2014 г.
87. ↑  Реакция Запада на российское эмбарго: производители продуктов понесут убытки, но больше всего пострадает РФ. Дата обращения: 8 февраля 2019. Архивировано 10 августа 2014 года.
88. ↑  О мерах по реализации Указа Президента Российской Федерации  от 6 августа 2014 г. № 560 «О применении отдельных специальных экономических мер в целях обеспечения безопасности Российской Федерации». Дата обращения: 7 августа 2014. Архивировано 10 августа 2014 года.
89. 1 2  «Выдающаяся устойчивость»: Европа выдержала российский удар // Газета.ru, 19.06.2019
90. ↑  Россия расширила санкционный список представителей Евросоюза // Коммерсантъ, 31.05.2019. Дата обращения: 1 июня 2019. Архивировано 31 мая 2019 года.
91. ↑  Европарламент призвал остановить «Северный поток-2» // Коммерсантъ, 12.03.2019. Дата обращения: 12 марта 2019. Архивировано 12 марта 2019 года.
92. ↑  Европарламент отказал России в «стратегическом партнёрстве» // Коммерсантъ, 13.03.2019. Дата обращения: 13 марта 2019. Архивировано 15 марта 2019 года.
93. ↑  Заседание Российского организационного комитета «Победа». 11.12.2019. Дата обращения: 27 декабря 2019. Архивировано 25 декабря 2019 года.
94. ↑  Большая пресс-конференция Владимира Путина. 19.12.2019. Дата обращения: 27 декабря 2019. Архивировано 6 января 2020 года.
95. ↑  Неформальный саммит СНГ. Дата обращения: 27 декабря 2019. Архивировано 25 декабря 2019 года.
96. ↑  Ставка Польше чем жизнь. Как Владимир Путин выступил с новой Мюнхенской речью // Газета «Коммерсантъ» № 236 от 23.12.2019. Дата обращения: 27 декабря 2019. Архивировано 10 января 2020 года.
97. ↑  Владимир Путин распалялся всё Польше и Польше. Интересно, кто дальше на очереди у президента России в деле восстановления исторической справедливости // Газета «Коммерсантъ» № 238 от 25.12.2019. Дата обращения: 27 декабря 2019. Архивировано 5 января 2020 года.
98. ↑  Путин трижды за неделю осудил резолюцию Европарламента. Что важно знать // РБК, 24.12.2019. Дата обращения: 27 декабря 2019. Архивировано 3 января 2020 года.
99. ↑  Краснознамённый Черноморский фронт. Россия и Запад вступают в новый конфликт, теперь ещё и из-за режима Чёрного моря // Газета «Коммерсантъ» № 69 от 20.04.2021. Дата обращения: 11 июля 2021. Архивировано 18 мая 2021 года.
100. ↑  Евросоюз послал Москву на три принципа Новая стратегия ЕС в отношении России мало отличается от планов НАТО // Коммерсантъ, 17.06.2021. Дата обращения: 21 января 2022. Архивировано 21 января 2022 года.
101. ↑  Не все саммиты одинаково приятны. Брюссель решил повременить с российско-европейской встречей на высшем уровне // Коммерсантъ, 25.06.2021. Дата обращения: 21 января 2022. Архивировано 21 января 2022 года.
102. ↑  Владимира Путина пока не ждут в Брюсселе. Европейские лидеры отвергли идею проведения саммита Россия—ЕС // Коммерсантъ, 25.06.2021. Дата обращения: 21 января 2022. Архивировано 21 января 2022 года.
103. ↑  Саммит высокого полёта. О чём договорились в Киеве лидеры ЕС и Украины // «Коммерсантъ» от 13.10.2021. Дата обращения: 4 ноября 2021. Архивировано 4 ноября 2021 года.
104. ↑  Указ Президента Российской Федерации от 15.11.2021 № 657 «Об оказании гуманитарной поддержки населению отдельных районов Донецкой и Луганской областей Украины». Дата обращения: 6 января 2022. Архивировано 6 января 2022 года.
105. ↑  Путин поручил облегчить доступ товаров из ДНР и ЛНР на российский рынок // РБК, 15.11.2021. Дата обращения: 6 января 2022. Архивировано 6 января 2022 года.
106. ↑  «Ведёт к обострению конфликта»: Брюссель требует отменить российский указ о помощи Донбассу. Евросоюз призвал Россию отменить указ Путина о поддержке Донбасса // Газета.ru, 24.11.2021. Дата обращения: 6 января 2022. Архивировано 6 января 2022 года.
107. 1 2 3  Санкции на сейчас, санкции на потом. ЕС ввел ограничения в отношении российской компании и пригрозил продолжить // Коммерсантъ, 13.12.2021. Дата обращения: 18 декабря 2021. Архивировано 18 декабря 2021 года.
108. ↑  Europe's imports of Russian seaborne gas jump to record high. Financial Times. 28 ноября 2022. Архивировано 2 декабря 2022. Дата обращения: 2 декабря 2022.
109. ↑  Baczynska, Gabriela (29 марта 2023). Factbox: EU keeps on doing business with Russia despite sanctions. Reuters. Архивировано 29 марта 2023. Дата обращения: 29 марта 2023.
110. ↑  Путин: отношения ЕС и России сильно деградировали. Ведомости. Дата обращения: 6 апреля 2023. Архивировано 5 апреля 2023 года.
111. ↑  EU reporting requirements for outgoing Russian-owned transactions: Moody's identifies key entities and countries (англ.). www.moodys.com. Дата обращения: 22 августа 2024.
112. ↑  Moody’s: в ЕС работают 46 000 компаний с российским участием. Ведомости (21 августа 2024). Дата обращения: 22 августа 2024.
113. ↑  G7 Summit in Brussels, 4 – 5 June 2014: Background note and facts about the EU's role and actions (англ.). europa.eu (3 июня 2014). Дата обращения: 11 июня 2015. Архивировано 31 мая 2015 года.
114. ↑   (англ.) 20th EU-Russia Summit in Mafra. Дата обращения: 24 октября 2012. Архивировано 4 ноября 2012 года.
115. ↑   (англ.) Press release of the 20th EU-Russia Summit, Mafra 26 October 2007. Дата обращения: 24 октября 2012. Архивировано из оригинала 4 ноября 2012 года.
116. ↑   (англ.) EU-Russia Summit on 26-27 June 2008 in Khanty Mansiisk to launch negotiations of the new framework agreement. Дата обращения: 24 октября 2012. Архивировано 4 ноября 2012 года.
117. ↑   (англ.) EU-Russia Summit in Nice on 14 November 2008. Дата обращения: 24 октября 2012. Архивировано 4 ноября 2012 года.
118. ↑   (англ.) EU-Russia Summit on 21-22 May 2009 in Khabarovsk. Дата обращения: 24 октября 2012. Архивировано 4 ноября 2012 года.
119. ↑  О предстоящем 18 ноября в Стокгольме саммите Россия-ЕС — пресс-релиз МИД РФ, 16 ноября 2009
120. ↑   (англ.) Russia-EU summit in Rostov-on-Don. 31 May – 1 June 2010. Дата обращения: 24 октября 2012. Архивировано 4 ноября 2012 года.
121. ↑   (англ.) Russia-EU summit held in Brussels 2010. Дата обращения: 24 октября 2012. Архивировано 4 ноября 2012 года.
122. ↑   (англ.) EU-Russia Summit in Nizhny Novgorod 9-10 June 2011. Дата обращения: 24 октября 2012. Архивировано 4 ноября 2012 года.
123. ↑   (англ.) EU-Russia Summit (Brussels, 15 December 2011). Дата обращения: 24 октября 2012. Архивировано 4 ноября 2012 года.
124. ↑   (англ.) EU-Russia Summit (St Petersburg, 3-4 June 2012). Дата обращения: 24 октября 2012. Архивировано 4 ноября 2012 года.
125. ↑   (англ.) 30th EU-Russia Summit. Дата обращения: 29 апреля 2013. Архивировано 29 апреля 2013 года.
126. ↑  EU-Russia Summit (Yekaterinburg, 3-4 June 2013) (англ.). Дата обращения: 4 апреля 2014. Архивировано 6 мая 2014 года.
127. ↑  32nd EU-Russia summit (Brussels, 28 January 2014) (англ.). Дата обращения: 4 апреля 2014. Архивировано 22 апреля 2014 года.
128. ↑  Об экспертных консультациях Россия-Евросоюз по проблематике прав человека Архивная копия от 31 марта 2014 на Wayback Machine Пострпредство РФ при ЕС 29.11.2013
129. ↑  European Union-Russian Federation human rights consultations Архивная копия от 23 апреля 2014 на Wayback Machine 28.11.2013 (англ.)
130. ↑  EU human rights policy towards Russia Архивная копия от 31 марта 2014 на Wayback Machine Европарламент 2011 (англ.)
131. ↑  EU Human Rights Policy towards Russia Архивная копия от 23 января 2013 на Wayback Machine THE EU-RUSSIA CENTRE REVIEW № 16/2010]
132. ↑  Евросоюз ввел санкции за нарушения прав человека в России Архивная копия от 22 марта 2021 на Wayback Machine DELFI 2021
133. ↑  Official Journal of the European Union Архивная копия от 26 марта 2021 на Wayback Machine L 99 I Volume 64 p.8-9 (англ.)
134. ↑  О парламентских слушаниях на тему «О проблемах с соблюдением прав человека в государствах-членах Европейского союза» Архивная копия от 31 марта 2014 на Wayback Machine 15.05.12
135. ↑  Представитель ЕС Боррель: Россия не хочет диалога, надо делать выводы Архивная копия от 9 февраля 2021 на Wayback Machine, BBC, 07.02.2021
136. ↑  EU states expel three Russian diplomats in tit-for-tat Архивная копия от 8 февраля 2021 на Wayback Machine, BBC, 9.02.20021
137. ↑  My visit to Moscow and the future of EU-Russia relations. Дата обращения: 9 февраля 2021. Архивировано 9 февраля 2021 года.
138. ↑  В Европе заявили об отдалении России от Евросоюза. Дата обращения: 9 февраля 2021. Архивировано 9 февраля 2021 года.
139. 1 2  Ответная высылка российских дипломатов  Архивная копия от 9 февраля 2021 на Wayback Machine, BBC, 9.02.2021
140. ↑  «Катастрофа и унижение». Европейские комментаторы — о визите Борреля в Москву. Дата обращения: 9 февраля 2021. Архивировано 9 февраля 2021 года.
141. ↑  «Проблема Навального»: высылка Россией европейских дипломатов — ясный сигнал Западу Архивная копия от 9 февраля 2021 на Wayback Machine, BBC, 5.02.2021 2021
142. ↑  Oświadczenie MSZ RP nt. uznania trzech rosyjskich dyplomatów za personae non gratae - Ministerstwo Spraw Zagranicznych - Portal Gov.pl (пол.). Ministerstwo Spraw Zagranicznych. Дата обращения: 18 мая 2021. Архивировано 18 мая 2021 года.
143. ↑  Россия высылает пять польских дипломатов. Российская газета. Дата обращения: 18 мая 2021. Архивировано 18 мая 2021 года.
144. ↑  THE COUNCIL OF THE EUROPEAN UNION. COUNCIL DECISION (CFSP) 2021/372 of 2 March 2021 amending Decision (CFSP) 2020/1999 concerning restrictive measures against serious human rights violations and abuses (англ.) (2 марта 2021). Дата обращения: 11 марта 2021. Архивировано 4 марта 2021 года.